# Johnny Coles
John David „Johnny“ Coles (* 3. Juli 1926 in Trenton; † 21. Dezember 1997 in Philadelphia) war ein US-amerikanischer Jazztrompeter und -flügelhornist. „Der unterschätzte und extrem effektive Improvisator“ konnte dem Rough Guide Jazz zufolge „innerhalb seines tonalen Spektrums einerseits viel mit nur wenigen Noten ausdrücken und andererseits, falls erforderlich, eine flüssige Technik aufbieten.“

## Werdegang
Coles erlernte im Alter von zehn Jahren autodidaktisch das Trompetenspiel, später kam das Flügelhorn als Instrument dazu. Er studierte an der Mastbaum Vocational School in Philadelphia und spielte während des Armeedienstes im Zweiten Weltkrieg in verschiedenen Armeebands. Nach dem Krieg arbeitete er zunächst in verschiedenen Rhythm-and-Blues-Formationen, zunächst neben John Coltrane und Red Garland unter Eddie „Cleanhead“ Vinson, Anfang der 1950er Jahre unter Earl Bostic und Bull Moose Jackson. Daneben trat er mit Philly Joe Jones und 1956 bis 1958 mit James Moody auf.
Ab 1958 war er Mitglied der Band von Gil Evans, mit der er u. a. die Alben Porgy and Bess, New Bottle, Old Wine (1958) und Great Jazz Standards (1959) sowie  Out of the Cool (1960), das als Evans bedeutendstes Werk gilt, aufnahm. 1963/64 wirkte er bei den Sessions für das Album The Individualism of Gil Evans mit; der Bandleader stellt Coles mit einem Solo im Titel "El Toreador" heraus. 1964 engagierte ihn Charles Mingus für eine Europatournee, die Coles wegen einer Erkrankung abbrechen musste.
Er arbeitete dann weiter in New York, u. a. mit dem Pianisten Duke Pearson und der brasilianischen Sängerin Astrud Gilberto. 1968 trat er dem ersten Sextett von Herbie Hancock bei, mit dem er 1969 The Prisoner aufnahm.
1969 trat er dem Ray Charles Orchestra bei, dem er bis 1976 angehörte, unterbrochen von einer zweijährigen Zusammenarbeit mit Duke Ellington. In den 1980er Jahren arbeitete er u. a. mit dem Count Basie Orchestra und der Mingus Dynasty und beteiligte sich an einem dem Pianisten und Arrangeur Tadd Dameron gewidmeten Projekt. 1989 zog er sich aus dem aktiven Musikbetrieb zurück, trat aber dennoch 1996 mit Geri Allen anlässlich der Jazzpar-Konzerte auf.

## Diskografie (Auswahl)
- The Warm Sound mit Kenny Drew, Peck Morrison, Charlie Persip (Epic Records, 1961)
- Little Johnny C mit Joe Henderson, Pete LaRoca, Duke Pearson, Walter Perkins, Leo Wright, Bob Cranshaw (Blue Note, 1963)
- Katumbo (Dance) mit Bruce Ditmas, Gregory Herbert, Astley Fennell, Howard Johnson, Cedar Walton, Reggie Workman (Mainstream Records, 1971)
- New Morning mit Billy Hart,  Horace Parlan, Reggie Johnson (Criss Cross Jazz, 1982)
- Mingus at Town Hall with Eric Dolphy, The Great Concert, Paris 1964 mit der Charles Mingus Band, 1964